# جون مارتن (رجل أعمال أمريكي)
جون مارتن (بالإنجليزية: John Martin) هو محرر وناشر وشخصية أعمال أمريكي، ولد في 1930.